# Alex Christensen
Alex Jörg Christensen, noto anche con lo pseudonimo di Alex C e di Jasper Forks (Amburgo-Wilhelmsburg, 7 aprile 1967), è un compositore, produttore discografico, disc jockey e cantante tedesco.

## Biografia
Ha iniziato come DJ nel 1991 con il progetto musicale U96. Il singolo Das Boot è stato il suo primo brano techno ed è stato numero 1 nelle vendite in Germania. Come produttore e compositore ha lavorato anche per Right Said Fred, Tom Jones, 'N Sync, Oli.P, Marianne Rosenberg, Sarah Brightman, ATC, Rollergirl (che è sua moglie) e altri. Inoltre ha pubblicato remixes di Jean-Michel Jarre e di altri artisti di musica elettronica. È stato produttore responsabile del progetto Bro'Sis, lanciato dal programma Popstars, versione tedesca, nel 2001. Uno dei suoi primi successi è stato il singolo Angel of Darkness con il quale ha iniziato la collaborazione con Y-ass. Il videoclip del singolo si ispira al videogioco Tomb Raider.
Nel novembre 2007 è arrivato al numero 1 delle classifiche tedesche con Du hast den schönsten Arsch der Welt. La canzone è stata tradotta in varie lingue, tra cui inglese (You have the sweetest ass in the world), francese e spagnolo (Tienes el culo mas bello del mundo) ed è cantata da Y-Ass. Nel gennaio 2008 ha pubblicato il singolo Play Doctor per l'album Euphorie. Nel maggio 2008 ha prodotto la canzone Blessed di Fady Maalouf che ha partecipato al programma Deutschland sucht den Superstar. Alex Christensen ha anche prodotto il primo album di Fady Maalouf. 
Ha rappresentato la Germania con il cantante Oscar Loya e Dita von Teese all'Eurovision Song Contest 2009 a Mosca con Miss Kiss Kiss Bang, finendo al 20º posto.

## Vita privata
Ha sposato Rollergirl nel 2002. La coppia ha un figlio.

## Discografia

### Album studio
| Titolo                                                           | Dettagli                                                                                           | Posizione massima | Posizione massima |
| Titolo                                                           | Dettagli                                                                                           | GER               | AUT               |
| ---------------------------------------------------------------- | -------------------------------------------------------------------------------------------------- | ----------------- | ----------------- |
| Euphorie (feat. Y-ass)                                           | - Pubblicazione: 8 febbraio 2008 - Etichetta: Polydor - Formati: CD                                | 20                | 19                |
| Classical '90s Dance (Alex Christensen & The Berlin Orchestra)   | - Pubblicazione: 6 ottobre 2017 - Etichetta: Starwatch Entertainment (Warner) - Formati: CD, MP3   | 10                | 30                |
| Classical '90s Dance 2 (Alex Christensen & The Berlin Orchestra) | - Pubblicazione: 19 ottobre 2018 - Etichetta: Starwatch Entertainment (Warner) - Formati: CD, MP3  | 4                 | 39                |
| Classical '90s Dance 3 (Alex Christensen & The Berlin Orchestra) | - Pubblicazione: 1º novembre 2019 - Etichetta: Starwatch Entertainment (Warner) - Formati: CD, MP3 | 15                | 59                |

### Singoli (come Alex C.)
| Anno | Singolo                              | Posizione massima | Posizione massima | Posizione massima | Posizione massima | Posizione massima | Album        |
| Anno | Singolo                              | GER               | AUT               | BEL               | NED               | SWE               | Album        |
| ---- | ------------------------------------ | ----------------- | ----------------- | ----------------- | ----------------- | ----------------- | ------------ |
| 2002 | Rhythm of the Night                  | 28                | 28                | —                 | —                 | —                 | Singles only |
| 2002 | Amigos Forever                       | 35                | —                 | —                 | —                 | —                 | Singles only |
| 2003 | Angel of Darkness                    | 21                | 39                | —                 | —                 | —                 | Singles only |
| 2007 | Du hast den schönsten Arsch der Welt | 1                 | 1                 | 27                | 38                | 57                | Euphorie     |
| 2007 | Doktorspiele                         | 4                 | 3                 | —                 | —                 | —                 | Euphorie     |
| 2008 | Du bist so Porno                     | 21                | 12                | —                 | —                 | —                 | Euphorie     |
| 2008 | Liebe zu dritt                       | 28                | 29                | —                 | —                 | —                 | Tabu         |
| 2009 | Dancing is Like Heaven               | 41                | 41                | —                 | 98                | —                 | Tabu         |
| 2012 | Love in the morning (My Sex OS)      | —                 | —                 | —                 | —                 | —                 | —            |

### Singoli (come Alex Swings Oscar Sings!)
| Anno | Singolo             | Posizione massima | Posizione massima | Album        |
| Anno | Singolo             | GER               | UK                | Album        |
| ---- | ------------------- | ----------------- | ----------------- | ------------ |
| 2009 | Miss Kiss Kiss Bang | 20                | 85                | Heart 4 Sale |